# La Grande Dune

La Grande Dune est un téléfilm français de Bernard Stora écrit par Bernard Stora et Jackie Berroyer d'après le roman de Madeleine Coudray, diffusé en 1990 sur Antenne 2.

## Synopsis
À quelques kilomètres d'Arcachon, la dune du Pilat se dresse face à l'océan. Blandine et sa sœur Armelle vivent côté forêt, au pied de l'énorme masse de sable. La propriété familiale, lieu d'une vie autrefois confortable et paisible, est aujourd'hui menacée par la dune qui progresse inexorablement, grignotant le grand jardin millimètre par millimètre.
La dune n'est pas la seule menace qui pèse sur cette maison. Armelle vit séparée de son second mari, Gilles Keizer, un géologue recyclé dans les affaires. Surtout les mauvaises... Il est brillant, il aime séduire, il est cynique et dur. Les deux sœurs n'entendent plus parler de lui durant des mois, elles le croient à l'autre bout du monde ou disparu à jamais. C'est alors qu'il débarque sans crier gare. Le motif de sa visite ne varie guère : l'agent.
Un soir, Gilles, selon son habitude, surgit à l'improviste, réclame une somme exorbitante et assortit ses exigences d'un double chantage. L'un concerne Tom, le fils d'Armelle, l'autre menace gravement Marraine, la charmante et riche vieille dame dont Armelle est la filleule... Blandine n'y tient plus. Elle abat Gilles d'un coup de fusil de chasse. La dune, pour une fois secourable, recouvre son corps.
Le lendemain matin, Marraine, inconsciente du drame qui s'est déroulé à son insu, écoute les informations à la radio. Soudain, une nouvelle la fait sursauter : un avion en partance pour Dakar s'est écrasé la nuit précédente peu après le décollage de Mérignac. Parmi les rares survivants, un géologue français, Gilles Keiser. Il a été transporté à Bordeaux, grièvement brûlé.
Les deux sœurs se précipitent à l'hôpital. Contraintes, pour ne pas révéler leur crime, d'accepter le rescapé comme s'il était le vrai Gilles Keiser, elles observent avec angoisse cet homme entièrement dissimulé par des pansements et qui ne retrouvera jamais son vrai visage... Quelle est sa véritable identité ? Pourquoi a-t-on retrouvé dans sa poche un passeport et un billet d'avion pour Dakar au nom de Gilles Keiser ?
Quelle menace représente-t-il pour elles ? Et, quelques semaines plus tard, lorsque, sorti du coma et frappé d'amnésie, elles devront l'accueillir dans leur maison familiale au pied de la Grande Dune, que devront-elles penser ? Qu'il simule pour mieux dissimuler, ou que le secret dont il est porteur s'est perdu avec sa mémoire ?

## Fiche technique
- Coproduction La Guéville / Société Française de Production / Canal+ / Antenne 2
- Réalisation : Bernard Stora
- Scénario : Bernard Stora et Jackie Berroyer d'après le roman de Madeleine Coudray
- Musique : Jean-Claude Petit
- 1er assistant-réalisateur : Tristan Ganne
- Scripte : Chloé Perlemuter
- Image : Jacques Guerin
- Cadreur : Michel Arburger
- Décors : Jacques Dugied
- Costumes : Dominique Combelles
- Ingénieur du son : Michel Boulen
- Effets spéciaux : Christian Portal dit "Coyotte"
- Maquilleur SFX ; Dominique Colladant
- Montage : Catherine Gabriélidis
- Producteur exécutif : Stéphane Marcil
- Durée : 1h30
- Année : 1990
- 1e diffusion sur Canal+ : samedi 24 novembre 1990 à 20h30
- 1e diffusion sur Antenne 2 : dimanche 8 septembre 1991 à 20h35
- Pays :  France
- Genre : Mystère

## Distribution
- Danièle Delorme : Blandine
- Bulle Ogier : Armelle
- Niels Arestrup : Gilles Keiser et Schwabb
- André Marcon : Gilles Keiser
- Mila Parely : Marraine
- Jean-Pierre Darroussin : Dr Demarquez
- Daniel Russo : Touchaye
- Christopher Thompson : Tom
- Mike Marshall : Samy
- Jean-Dominique de La Rochefoucauld : Astaroff
- Michel Such : Le notaire
- Chantal Banlier : Surveillante hôpital
- Charlotte Brabant : Infirmière
- Alain Perez : Pompier
- Christian Lousteau : Gendarme
- Fortunato Guerra : José
- Emiliana Guerra : Carmen

## Distinctions
- Nomination aux 7 d'or (meilleur téléfilm)